# Miljenko Manjkas
Miljenko Manjkas (1966.) - hrvatski urednik, autor, producent i nakladnik
Porijeklom je iz Bjelovara. Diplomirao je na Fakultetu političkih znanosti u Zagrebu. Od 1992. do 1994 šef kabineta ministra u Ministarstvu znanosti, 1994.–'96. analitičar Predsjednika RH. Na HTV-u urednik redakcije unutarnje politike 1996–98, potom do 1999. urednik Informativnoga i do 2000. Informativno-dokumentarnoga programa. 
Autor i urednik Motrišta, urednik središnjega Dnevnika. Rukovodio nizom iznimno složenih projekata (Papa u Hrvatskoj, smrt i pokop prvoga hrvatskog Predsjednika, izbori 2000.). Od 2000. do 2002. glavni urednik Plavoga radija, 2002–03. zamjenik direktora programa Nove TV, do 2005. direktor brenda i član uprave NK Dinamo. Glavni urednik Večernjega lista 2005.–'07., do 2009. savjetnik za medijske projekte Styria Media Group AG. 
Od 2009. do 2015. utemeljitelj Soundset radijske mreže, portala direktno.hr te producentske tvrtke Intermedia grupa, koje je vlasnik i direktor. 
Autor igrano-dokumentarnih serijala:
- Jugoslavenske tajne službe
- Rat prije rata
- Predsjednik te dokumentaraca:
- Sasvim nepoznati Tuđman
- Domovinski rat - laž i istina
- Domovinski rat je počeo na Maksimiru
- Hrvatska šutnja i izdaja
- Lex Perković - tajna udbaškog ubojstva
- Zabranjeno sjećanje
- Križni put – zločin bez kazne
- Atentat na Hrvatsku
- Krvavi Uskrs
- Zasjeda u Borovu Selu